# Perquie
Perquie är en kommun i departementet Landes i regionen Nouvelle-Aquitaine i sydvästra Frankrike. Kommunen ligger i kantonen Villeneuve-de-Marsan som tillhör arrondissementet Mont-de-Marsan. År 2022 hade Perquie 342 invånare.

## Befolkningsutveckling
Antalet invånare i kommunen Perquie
Referens:INSEE